# Penthimia proxima
Penthimia proxima är en insektsart som beskrevs av Logvinenko 1983. Penthimia proxima ingår i släktet Penthimia och familjen dvärgstritar. Inga underarter finns listade i Catalogue of Life.